# قرار مجلس الأمن التابع للأمم المتحدة رقم 190
قرار مجلس الأمن التابع للأمم المتحدة رقم 190، المعتمد في 9 يونيو 1964، بعد تكرار طلباته السابقة من جمهورية جنوب أفريقيا، أشار بقلق بالغ محاكمة ريفونيا وحث الحكومة على الإفراج عن جميع الأشخاص المدانين أو الذين حوكموا بسبب معارضتهم للفصل العنصري. ودعا المجلس أيضا جميع الدول إلى ممارسة كل نفوذها من أجل حث حكومة جنوب أفريقيا على الامتثال وطلب من الأمين العام أن يتابع عن كثب تنفيذ هذا القرار لإبلاغ مجلس الأمن عنه في أقرب وقت ممكن.
تم تبني القرار بأغلبية سبعة أصوات، مع امتناع أربعة أعضاء عن التصويت، البرازيل، وفرنسا، والمملكة المتحدة، والولايات المتحدة.